# Ferrocarril General San Martín

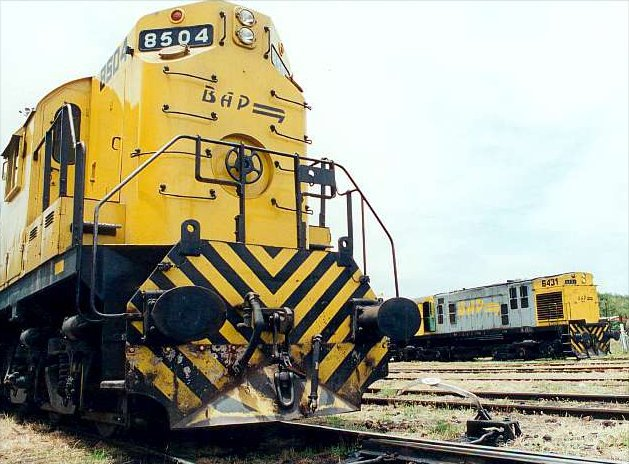
Locomotoras de BAP S. A., empresa responsable del servicio de cargas durante los años noventa.

El Ferrocarril General San Martín (FCGSM), llamado así en honor al prócer argentino José de San Martín, es parte de la red ferroviaria de Argentina. De trocha ancha (1676 mm), inicia en la estación Retiro (ciudad de Buenos Aires) y finaliza en la estación San Juan, atravesando las provincias de Buenos Aires, Santa Fe, Córdoba, San Luis, Mendoza y San Juan. Fue formado al nacionalizarse los ferrocarriles entre 1946 y 1948, ocupando vías que pertenecieran al ferrocarril Buenos Aires al Pacífico, de capitales británicos
Desde ese momento, fue operado en su totalidad por el estado nacional, a través de la Empresa de Ferrocarriles del Estado Argentino, luego Ferrocarriles Argentinos. Corrían trenes de carga desde y hacia el interior del país, servicios de pasajeros de larga distancia, servicios interurbanos entre ciudades del interior y servicios urbanos en el área del Gran Buenos Aires, entre Retiro y Pilar (55 km al oeste de Buenos Aires.
El expreso El Libertador, brindaba un servicio de lujo entre Retiro/Junín y Mendoza. Llevaba únicamente vagones camarote y pulman, contaba con restaurante, bar, coche cine y bandeja portaautomóviles. Otros trenes que circularon hasta principios de la década de 1990 fueron «el Cóndor», también realizando el recorrido Retiro-Junín-Mendoza; y «el Aconcagua», que se extendía hasta San Juan y tenía escalas en las ciudades de Junín, Rufino, Laboulaye, Vicuña Mackenna, Justo Daract, Villa Mercedes y San Luis.
Existía también el tren el Sanjuanino, un servicio adicional de Retiro a San Juan. En algunas épocas este tren se denominó «El Zonda» y en los últimos meses del servicio, «el Aconcagua» se denominó «el Cuyano». Los trenes del San Martín lo completaban los servicios diarios entre Retiro, Junín y Rufino. Había también dos trenes más. El «Sierras Grandes» que unía Retiro, Villa Mercedes y Villa Dolores, en las temporadas de verano, tres veces por semana; y «el Sanrafaelino» de Retiro a San Rafael, vía Rufino, dos veces por semana.
El Ferrocarril poseía, desde 1886, enormes talleres en la ciudad de Junín, donde se realizaba la reparación y mantenimiento de locomotoras, coches y vagones. Allí llegaron a trabajar unos seis mil operarios.
En 2004 el servicio quedó a cargo de la Unidad de Gestión Operativa Ferroviaria de Emergencia (UGOFE), conformada por Ferrovías, Trenes de Buenos Aires y Metrovías. La paga de salarios quedó temporalmente a cargo del Estado Nacional. En la actualidad, se están reparando vagones y locomotoras que habían quedado fuera de uso o seriamente dañados, mientras se trabaja en una nueva licitación del servicio. Se usa como nombre comercial «Línea San Martín», con la inscripción «LSM» en locomotoras y coches de pasajeros.
Desde la década de 2020 la provincia de Mendoza persigue la recuperación del servicio de pasajeros a la ciudad de Buenos Aires.

## Origen
El Ferrocarril San Martín tiene su origen en la empresa del «Ferrocarril Buenos Aires al Pacífico» constituida en Londres el 10 de octubre de 1882 con el objeto de construir un ferrocarril desde Mercedes (provincia de Buenos Aires) hasta Villa Mercedes en la Provincia de San Luis, empalmando allí sus rieles con el Ferrocarril Andino. El ingreso a la Capital Federal se realizaba inicialmente a través de las vías del Ferrocarril Oeste (Hoy F.C. Sarmiento). Posteriormente el Ferrocarril al Pacífico construiría su propio acceso a la Capital, y extendería sus servicios incorporando nuevos ramales y adquiriendo otras empresas.
Posteriormente, las vías del Ferrocarril San Martín fueron operadas por las empresas de América Latina Logística de Brasil, Buenos Aires al Pacífico. 

### Estatización
A partir de 2013 las vías de Retiro-Mendoza las opera Trenes Argentinos Cargas y Trenes Argentinos Operaciones.

## Nacionalización
El 1 de noviembre de 1947 se hizo efectiva la incorporación de las empresas francesas a los Ferrocarriles del Estado. Poco después, el 1.º de marzo de 1948, el gobierno argentino tomó formal posesión de los ferrocarriles británicos, incluido el Ferrocarril de Buenos Aires al Pacífico.
El decreto del Poder Ejecutivo nacional n.º 32574 de 21 de octubre de 1948 dispuso que a partir del 1 de enero de 1949 las líneas ferroviarias nacionalizadas llevaran los nombres de próceres o personajes ilustres del país que tuvieran algo que ver con la región servida por cada ferrocarril, por lo que el Ferrocarril Buenos Aires al Pacífico fue renombrado como «Ferrocarril Nacional General San Martín». En los fundamentos del decreto se expresa «que es deber del Gobierno de la Nación mantener vivo en el pueblo el culto a la memoria de los forjadores de la nacionalidad, como tributo de gratitud a sus patrióticos afanes y para fortalecer los sentimientos de solidaridad con nuestro pasado». Poco después se dispuso que al nuevo Ferrocarril Nacional General San Martín se incorporaran a partir del 1 de enero de 1949 el Ferrocarril Trasandino Argentino y el ramal de unión de empalme en el km 1072-1073 a Paso de los Andes, el Ferrocarril de Pedro Vargas a Malargüe y su prolongación al sur (que el decreto n.º 32574 había incorporado al Ferrocarril Nacional General Belgrano) y los tramos Junín a Pergamino y Rufino a Venado Tuerto (que el decreto n.º 32574/1948 había incorporado al Ferrocarril Nacional General Bartolomé Mitre). También se dispuso traspasar al Ferrocarril General Bartolomé Mitre el tramo comprendido entre Rosario y Capitán Castro del ex-Ferrocarril Rosario a Puerto Belgrano y el ramal La Carlota a Villa María, y al Ferrocarril Nacional General Roca el tramo entre Capitán Castro y Bahía Blanca.
En los años 1950 se proyectó construir un viaducto elevado para este ferrocarril entre las estaciones Palermo y La Paternal, similar al construido en Sarandí para el Ferrocarril General Roca. Perón no desaprovecho aquel momento, transformó la nacionalización de los ferrocarriles en la acción política más trascendente de sus primeros años de gobierno. Al nacionalizarse los ferrocarriles, no solo se incorporó al Estado Argentino el parque de locomotoras, vagones y vías, sino que se incluyeron miles de hectáreas productivas con pueblos incluidos. También se empezó a transportar combustibles en los trenes en forma barata al pie de los centros industriales en formación (fuel oil, gas oil, petróleo, gas, etc.)
Entre 1946 y 1948 todas las líneas férreas fueron estatizadas bajo la órbita de la Empresa de Ferrocarriles del Estado Argentino (EFEA, luego Ferrocarriles Argentinos) La nacionalización de los ferrocarriles se incluían unas 25 000 propiedades inglesas que aparecían como bienes indirectos y en los cuales se encontraban puertos como el de Bahía Blanca, empresas eléctricas, empresas de tranvías, de transportes automotores, hoteles, etc.
Tras el golpe de Estado y la instauración de la dictadura de Pedro Eugenio Aramburu por decreto del 12 de enero de 1956 dispuso suprimir el adjetivo «Nacional» en las denominaciones de todos los ferrocarriles del país. Por decreto ley 15778/56 se creó la Empresa Ferrocarriles del Estado Argentino (E.F.E.A.), en septiembre de 1965, se lo simplificó a «Ferrocarriles Argentinos».
En los años 1961/1963 comenzó el achicamiento y gran desmantelamiento de la red ferroviaria argentina, como parte de la política de Arturo Frondizi, quien decidió suprimir 4000 km de vías, ramales e instalaciones. Así se diseñó el denominado Plan Larkin, que entre otras cuestiones, contemplaba abandonar el 32 % de las vías férreas existentes, el despido de 70 000 empleados ferroviarios, la reducción a chatarra todas las locomotoras a vapor, de 70 000 vagones y 3000 coches. El segundo gran desguace fue durante e gobierno de facto de Juan Carlos Onganía, cuya política ferroviaria dejó 11.089 cesanteados, 44.978 obreros rebajados de categoría, 237 estaciones y 2.981 km de ramales clausurados. Esta decisión llevó a una huelga, se obligó a los trabajadores a presentarse al trabajo o quedar detenidos, en el marco del represivo Plan CONINTES, entonces vigente, y se aplicó la ley marcial, contrario a las pretensiones gremiales, no se reabrió ningún taller ni tramo de vía.

## Reorganización y privatización
El Decreto No 520/91 creó en reemplazo de Ferrocarriles Argentinos, FE.ME.S.A. o Ferrocarriles Metropolitanos S.A., que comenzaría a dedicarse a la administración, operación y racionalización de servicios en el área metropolitana de Buenos Aires. 
El servicio de cargas del F.C. San Martín, fue concesionado a la empresa Buenos Aires al Pacífico S.A., contando con 5.254 k de red, 120 locomotoras y 8500 vagones de carga. La línea se especializaba en el transporte de petróleo y minerales.[cita requerida] Entre enero de 1994 y junio de 1995, la red urbana fue entregada al grupo empresario Metropolitano S.A., junto con la Ferrocarril Roca (T.M.R.), la San Martín (T.M.S.) y la Belgrano Sur (T.M.B.), produciéndose una drástica reducción del personal, haciendo uso de las opciones de retiro voluntario o la reinstalación del personal sobrante en otras áreas de la administración.
Para recuperar parte del transporte interurbano de pasajeros, la provincia de Buenos Aires creó la Unidad Ejecutora del Programa Ferroviario Provincial (U.E.P.F.P.), la cual comenzó a operar distintas líneas que partían tanto de Constitución como de Retiro y Once. En el ex F.C. San Martín se hizo cargo del servicio entre Retiro, Junín e Iriarte. 
La condición para que la Provincia de Buenos Aires asumiera el manejo del servicio de trenes de pasajeros, era hacer un llamado a licitación y privatizarlo en un plazo de 180 días, con lo que la UEPFP sería tan solo un organismo de transición.
Con la privatización y concesión de los servicios ferroviarios durante la primera presidencia de Carlos Menem, todos los servicios interurbanos y de larga distancia del Ferrocarril San Martín dejaron de correr a excepción de un servicio diario a Junín (extendiéndose los viernes a Alberdi), prestado desde ese momento por Ferrobaires, la empresa bonaerense de ferrocarriles. Los servicios de cargas fueron dados en concesión a una empresa privada que retomó el antiguo nombre de la línea, Ferrocarril Buenos Aires al Pacífico S.A. (BAP). Los servicios urbanos quedaron a cargo de la estatal FEMESA para pasar luego a la órbita de Metropolitano, un conglomerado de transportes que también se adjudicó la prestación del servicio de pasajeros en las líneas Belgrano Sur y Roca. 
En agosto de 1999, la empresa brasileña «América Latina Logística» se quedó con la concesión de las líneas de carga: Buenos Aires al Pacífico - ex San Martín (actualmente ALL Central) y Ferrocarril Mesopotámico - ex General Urquiza (actualmente ALL Mesopotámica). En Brasil esta empresa operaba ferrocarriles en São Paulo, Mato Grosso del Sur, Paraná, Santa Catarina, Río Grande del Sur.
Sin embargo la devaluación del peso y la crisis económica del año 2002 llevó a que Metropolitano no pudiese afrontar los compromisos contraídos y el material tractivo fue retenido por una orden judicial.
Para el año 2003 la falta de material rodante se sumaban los actos vandálicos y a la falta de mantenimiento.[cita requerida] Todo esto llevó a que el Gobierno reviera el contrato de concesión y se especulara con una posible revocación. En ese entonces, el Estado Nacional optó por hacerse cargo de la deuda pendiente descontando la suma abonada de las obligaciones que el Gobierno mantenía con la empresa, previendo con esta medida una normalización progresiva de los servicios, sin embargo el cambio fue casi nulo. Meses después la inversión estatal fue de 113,9 millones de dólares.

## Cambio a la gestión de U.G.O.F.E
Para 2004 volvieron con fuerza las críticas de los usuarios y el Estado decidió rescindir la concesión de Metropolitano de la línea San Martín. El 7 de enero de 2005, la U.G.O.F.E. o Unidad de Gestión Operativa Ferroviaria de Emergencia, comenzó a operar el trayecto Retiro-Pilar. La misma fue conformada por las otras tres empresas ferroviarias existentes: Ferrovías, Metrovías y Trenes de Buenos Aires. 
El Estado por su parte, resolvió hacerse cargo de los sueldos de la ex concesionaria. Los 1100 trabajadores del San Martín pasaron a la órbita del Ferrocarril Belgrano S.A., el organismo residual creado por el Estado en 1999 al privatizar el Belgrano Cargas. A partir de allí el servicio mejoraría progresivamente. En tan solo un año se aumentó la capacidad de transporte en un 22%, a raíz de la incorporación de locomotoras: al inicio de las operaciones la línea poseía 10 formaciones y para fines de 2005 ya se contaba con 14 formaciones. También se incorporaron coches, contando con 6 cada formación. Para marzo de 2006 ya se encontraban en servicio 16 formaciones y en junio de ese mismo año se lanzó el servicio especial Retiro-Hurlingham, sumando una nueva formación, de origen portugués. El servicio Especial o «Flecha de Plata», solo se detenía en las estaciones: Retiro, Palermo, Chacarita, Caseros, El Palomar y Hurlingham.
Desde 2008 el Estado Nacional, a través de la Sociedad Operadora Ferroviaria (SOFSE). y de la empresa Ferrocentral, anunció la intención de restituir el servicio entre Retiro y la provincia de Mendoza. El primero de estos trenes experimentales corrió a fines del 2009, sin ningún sobresalto.[cita requerida]
Un litigio judicial con el Gobierno de San Luis, cuyo gobernador, Alberto Rodríguez Saá, había decretado la expropiación de 13 kilómetros de terrenos ferroviarios en la capital puntana para construir el «Corredor Vial Central». Las autoridades provinciales argumentaban que se trataba de 13 kilómetros de «basurales».
Sin embargo, en febrero de 2012, ambos gobiernos llegaron a un acuerdo: la Nación retiraría la medida cautelar, mientras que el gobierno de San Luis se comprometía en ayudar, con dinero e infraestructura, a construir una traza alternativa para el tren, si es que alguna vez volvía a circular por la provincia. Esa nueva traza pasaría por Donovan y Beazley, en la zona sur de la capital puntana.
El 27 de febrero de 2015 se restableció el servicio interurbano semanal entre la cabecera y Rufino (Provincia de Santa Fe) tras 22 años de ausencia de este servicio, cuya última formación fue el 11 de marzo de 1993.

### Electrificación
El miércoles 9 de abril de 2008 se ampliaron detalles de la obra, como la compra de nuevo material rodante fabricado especialmente en China. A mediados de 2014 no se había producido ningún avance.

### Nuevos servicios
El 14 de junio de 2014 Florencio Randazzo inauguró el servicio de trenes entre Open Door y Pilar, que fue clausurado en 1978 durante la última dictadura. Con una frecuencia de 50 minutos con Open Door con un volumen de pasajeros de 1300 entre una y otra estación. Actualmente el resto de las frecuencias del San Martín tienen una frecuencia de servicio que va entre 10 y 12 minutos. Se da en el marco de la renovación integral de la Línea San Martín, que incluyó la adquisición de 24 locomotoras y 160 coches cero kilómetros de última generación que están prestando servicio y a la modernización de estaciones que se realizó en toda la línea férrea.
En 2014 se recuperando el servicio que fue cerrado el 6 de junio de 1978 y vuelve a conectar a la red ferroviaria a las localidades de Manzanares y Cabred dos estaciones ferroviarias extiendendo la línea San Martín.

### Renovación ferroviaria
El 12 de febrero de 2014 cesó la gestión de la Línea San Martín por parte de la Ugofe y comenzó la operación del nuevo concesionario Corredores Ferroviarios S.A. En 2014 por primera primera vez en 20 años que el ramal ferroviario expande su traza en vez de achicarse: la estación Manzanares en Pilar y la estación Cabred en Luján reabrieron sus puertas para ofrecer un servicio de tren hasta Retiro. Con esas incorporaciones, el San Martín se amplió con una extensión de 70 kilómetros.
En el mes de diciembre del año 2013, comenzaron a llegar las primeras formaciones, nuevas, de origen chino, compradas por el Estado Nacional para la Línea San Martín.
La adquisición del nuevo material rodante significó también reformar todos los andenes de las estaciones entre Retiro y Pilar, que estaban preparados para servir a coches con escalerilla, porque las nuevas formaciones son con piso elevado. Al completarse la renovación en abril de 2014, la línea contaba con material rodante nuevo adquirido a China: 160 coches remolcados y 24 locomotoras modelo CSR SDD7.

### Características del nuevo material rodante

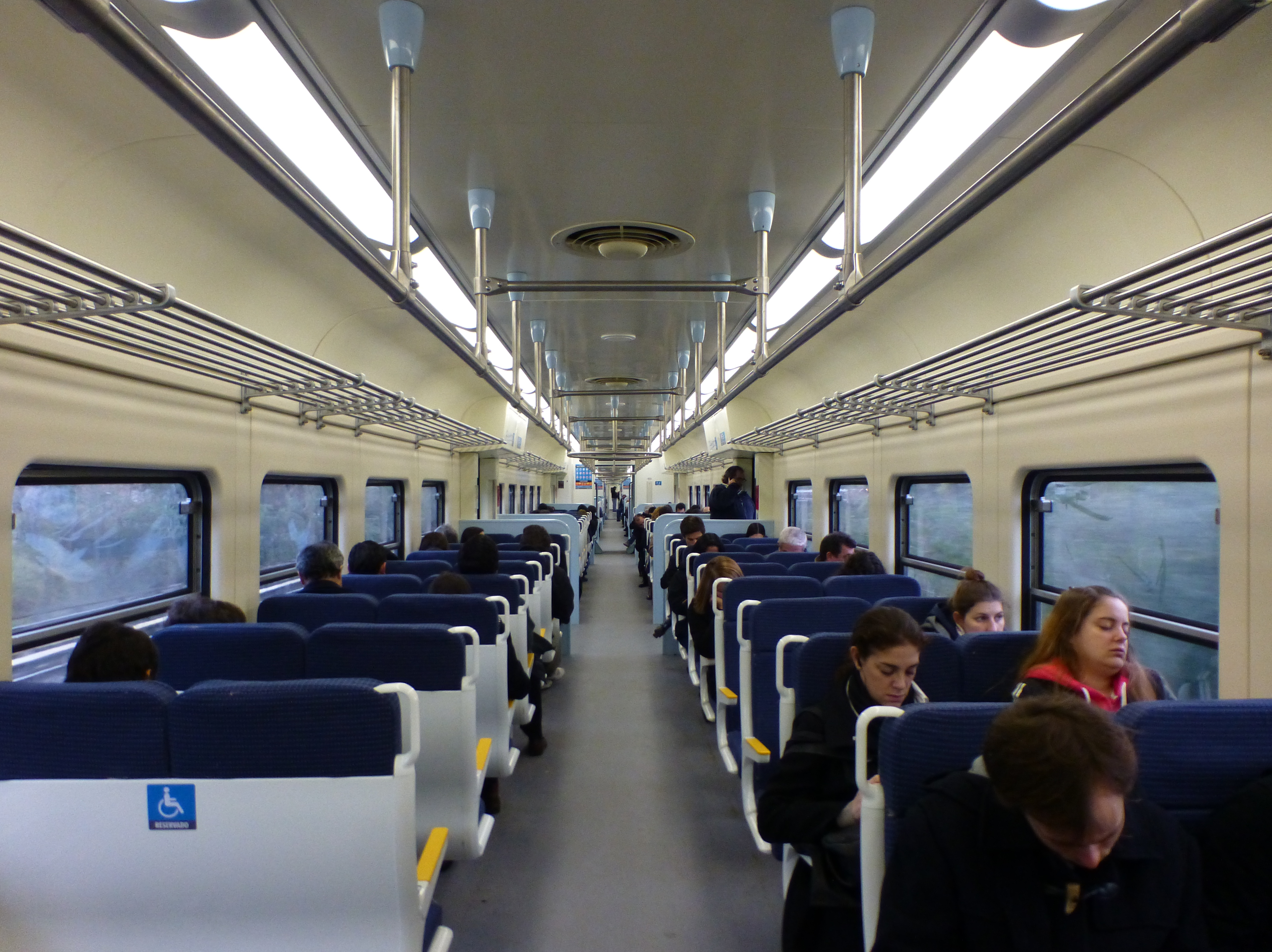
Interior de los nuevos coches de la Línea San Martín

Los coches puestos en servicio en 2014 tienen como características principales:
- Sistema anti-climberg (reduciendo riesgos de un acaballamiento), que evita que los coches se superpongan en caso de accidente (En el Accidente de Once, el segundo coche se metió dentro del primero).
- Puertas de apertura y cierre automático manejado desde el guardatren, evitando así el riesgo de viajar en los estribos, en ambos lados de la formación.
- Puertas a nivel del andén, que mejoran la seguridad de los pasajeros al eliminarse las escalerillas y disminuyen los tiempos de ascenso y descenso.
- Puertas inteligentes, suspensión neumática, sistema de información led para pasajeros, asientos diseñados para personas con capacidad reducida, etc.[23]

## Servicio urbano

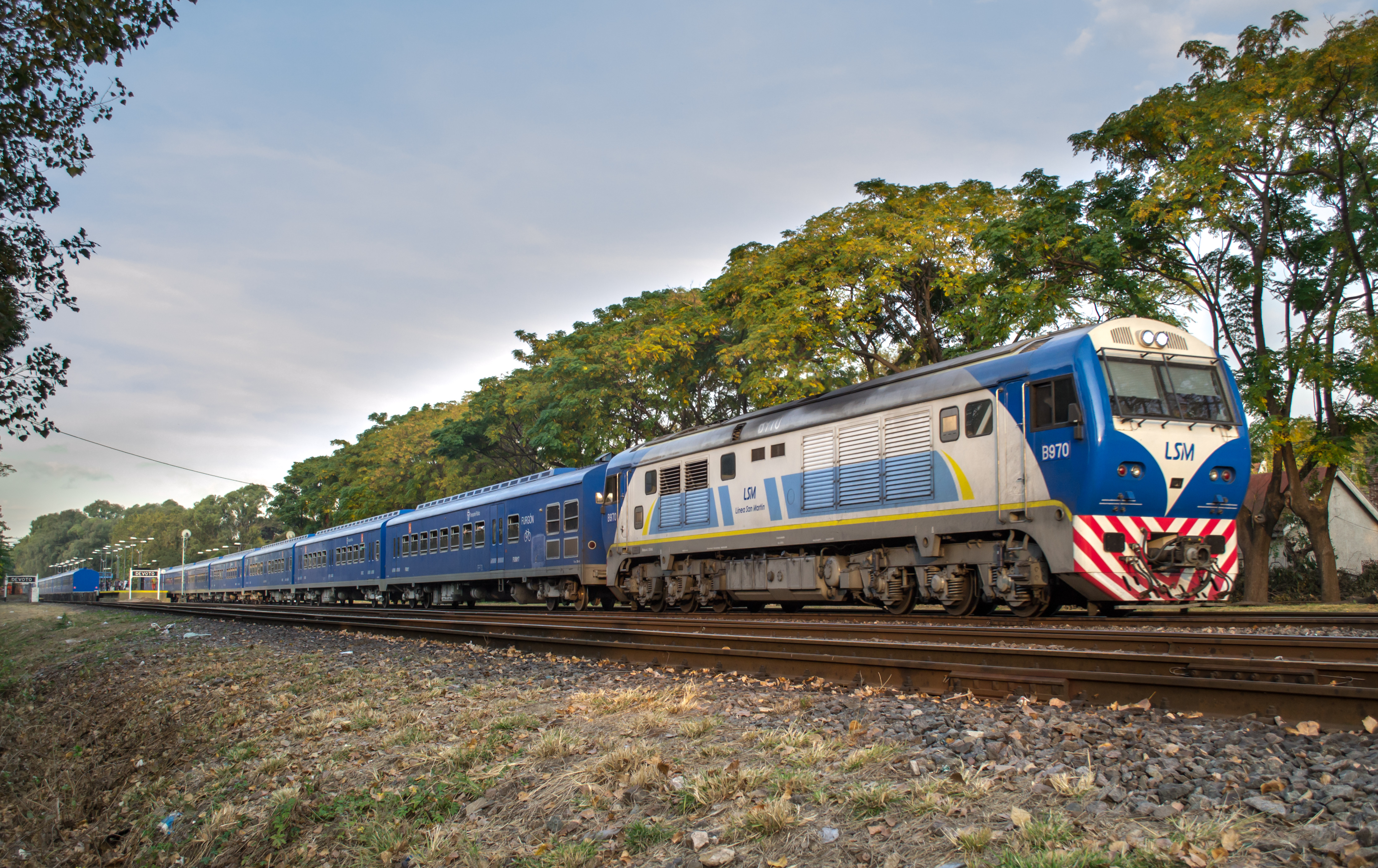
Una formación de la Línea San Martín en 2015.

Compone un total de 22 estaciones, partiendo de la Ciudad de Buenos Aires y atravesando los seis partidos del noroeste del Gran Buenos Aires, más el partido de Luján.
El servicio urbano, llamado Línea San Martín, recorre la zona noroeste de la Ciudad de Buenos Aires y del conurbano bonaerense. Se presta entre las estaciones de Retiro y Estación Dr. Domingo Cabred. Existen servicios reducidos entre Retiro y Hurlingham, entre Retiro y José C. Paz y entre Retiro y Pilar. A partir de la privatización del servicio, en 1994, el mismo fue operado por el concesionario Metropolitano y desde enero de 2005 por la UGOFE.  En 2013 pasa a la órbita de la SOFSE. El 12 de febrero de 2014, la empresa Metrovías, queda a cargo de su operación a través de una nueva sociedad creada para tal fin: Corredores Ferroviarios S.A. En 2014 se inauguró su extensión hasta la ciudad de Luján y Pilar, retornaba el servicio de trenes entre Luján y Pilar, que fue clausurado en 1978 durante la última dictadura.
En 2015 el servicio del ferrocarril San Martín comenzó a funcionar con coches y locomotoras cero kilómetro recientemente compradas, con 160 coches y 24 locomotoras nuevas. durante el gobierno de Cristina Fernández de Kirchner, fue renovada la estación Hurlingham  por completo, en el marco de un plan que contempla la renovación de estaciones en Buenos Aires y el área metropolitana con una inversión de 2 mil millones de pesos. La línea fue renovada 164 coches nuevos, 24 locomotoras,  incrementando la capacidad de transporte en un 37 por ciento.

## Servicio interurbano

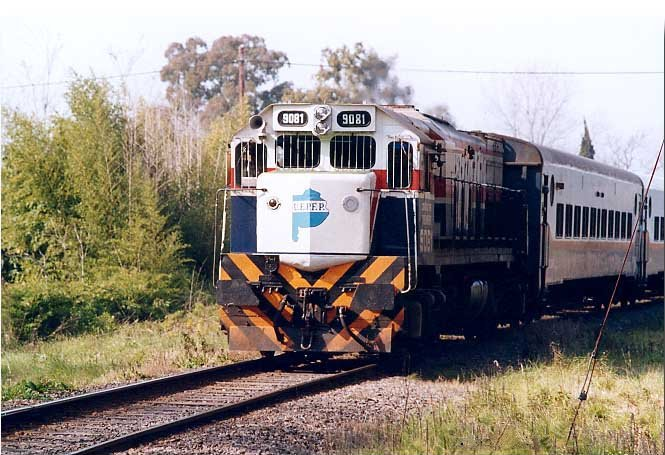
Un tren interurbano de Ferrobaires.

A junio de 2017 se presta un servicio desde Retiro, un servicio interurbano semanal entre la cabecera, Chacabuco y Junín.
En junio de 2016 se suspendieron todos los servicios de Ferrobaires. Así mismo en 2017 se levantaron los servicios ferroviarios de los ramales que van a Bragado, Junín y Alberdi, Pringles y a La Pampa, Coronel Boerr, Cacharí, Hinojo, Las Martinetas, Laprida, Villa Ventana y Saldungaray. En total la cancelación de servicios afectó a  104 pueblos y ciudades y a  más de 670 mil habitantes. La provincia de La Pampa también se quedó sin trenes de pasajero, se decidió suspender el servicio que unía Santa Rosa y General Pico.
El 12 de julio de 2022 arribó a la Estación Justo Daract (San Luis) el primer tren de pasajeros desde 1993 reanudándose el servicio. En septiembre del mismo año Trenes Argentinos inició la inspección de las vías de Justo Daract (San Luis) a Gutiérrez (Mendoza) y anunció la vuelta del tren de pasajeros a Mendoza (servicio interrumpido en 1993).